# Червена детелина
Червена детелина (Trifolium pratense) е тревисто многогодишно растение. Разпространено по тревисти места, храсталаци и ливади.

## Характеристика
Използват се съцветията (запарка).
Височината на цялото растение е от 30 до 60 сантиметра. Листата разположени по тройки. Притежават дълги дръжки и заострени връхчета. Цветовете на червената детелина са с дължина около 10-15 сантиметра. По-често срещани са обагрените в розово-лилаво, но съществува и форма на растението, която е с кремаво-бели цветове. Венчелистчетата на билката имат формата на камбанка. Обикновено те са с по десет жилки и пет линейни лобчета, които се наричат зъбци. Плодовете на червената детелина представляват  продълговато-яйцевидна кутийка, в която се съдържат семената. Цъфтежът е целогодишен, но най-усилен е от май до юли. Размножаването може да бъде вегетативно или чрез семена.